# Subdivisions du Timor oriental

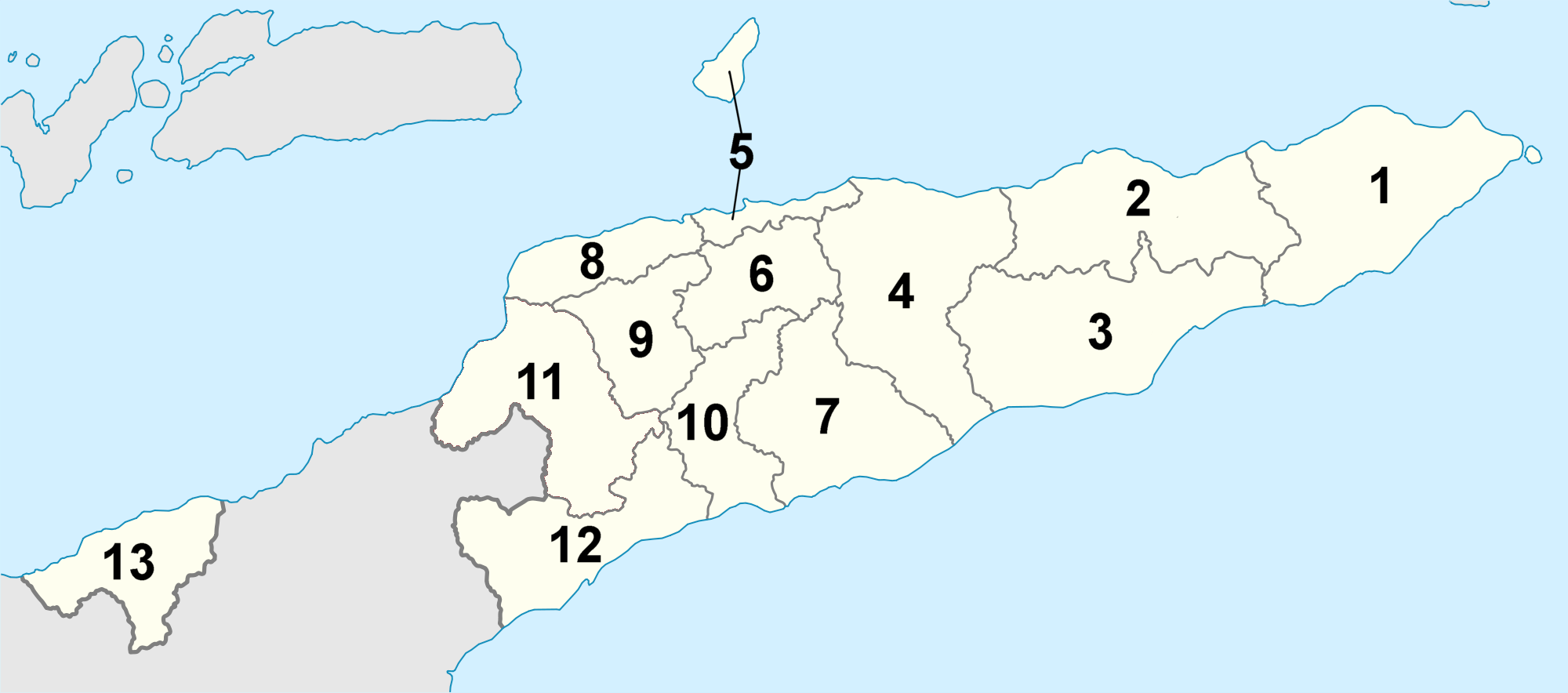
Carte des municipalités

La structure administrative du Timor oriental se compose de quatre niveaux hiérarchiques :
- Le premier niveau se compose de 13 municipalités (anciennement nommées districts).
- Le deuxième niveau comprend 66 postes administratifs (anciennement nommés sous-districts).
- Le troisième niveau se compose de 452 Suco formés de plusieurs aldeia.
- Le quatrième niveau se compose de 2233 Aldeias (correspond à la notion de villages)

## Les municipalités
Le Timor oriental est divisé en 13 municipalités,  :
| Municipalité   | Capitale      | Population |
| -------------- | ------------- | ---------- |
| Aileu (6)      | Aileu         | 36 889     |
| Ainaro (10)    | Ainaro        | 53 629     |
| Baucau (2)     | Baucau        | 104 571    |
| Bobonaro (11)  | Maliana       | 82 385     |
| Cova Lima (12) | Suai          | 55 941     |
| Dili (5)       | Dili          | 167 777    |
| Ermera (9)     | Gleno         | 103 169    |
| Lautém (1)     | Lospalos      | 57 453     |
| Liquiçá (8)    | Liquiçá       | 55 058     |
| Manatuto (4)   | Manatuto      | 38 580     |
| Manufahi (7)   | Same          | 44 235     |
| Oecusse (13)   | Pante Macasar | 58 521     |
| Viqueque (3)   | Viqueque      | 66 434     |

Les chiffres de population proviennent du recensement de 2004.
Les nombres entre parenthèses renvoient à leur position sur la carte.

Oecusse est une exclave du Timor oriental dans la partie indonésienne de l'île de Timor.
Les îles Ataúro et Jaco sont deux possessions du Timor oriental. Ataúro est un poste administratif de Dili et Jaco est rattachée au poste administratif de Tutuala dans la municipalité de Lautém.
Des problèmes de délimitation de frontière avec l'Indonésie étaient encore en négociation en 2005.
Les membres des conseils municipaux sont élus au scrutin binominal majoritaire à un tour : le candidat de sexe masculin et celui de sexe féminin ayant réuni le plus de voix dans chaque circonscription sont élus. Les maires sont quant à eux élus au scrutin uninominal majoritaire à deux tours : est élu au premier tour le candidat ayant réuni la majorité absolue des voix. À défaut, un second tour est organisé entre les deux candidats arrivés en tête au second, et celui recueillant le plus de voix est déclaré élu. L'ensemble des élus municipaux sont élus pour un mandat de sept ans.